# Renate Kroos
Renate Kroos (Detmold, 24 januari 1931 - München, 9 oktober 2017) was een Duits kunsthistorica en mediëviste. In Nederland en België is zij vooral bekend als auteur van een omvangrijke studie naar de Noodkist, het twaalfde-eeuwse reliekschrijn van Sint-Servaas in Maastricht, en de oorspronkelijk daarbij behorende pendanten in Brussel.

## Levensloop
Renate Kroos studeerde kunstgeschiedenis aan de Georg-August-Universität Göttingen. In 1970 promoveerde ze aan dezelfde universiteit op een studie over middeleeuws linnenhandwerk in Nedersaksische vrouwenkloosters, in feite een logisch vervolg op haar doctoraalscriptie uit 1957 over hetzelfde onderwerp. Ze was daarmee een van de eersten die aandacht besteedden aan het leven en de kunstzinnige productie van vrouwen in middeleeuwse kloosters. Haar dissertatie werd weliswaar door de Deutsche Verein für Kunstwissenschaft uitgegeven, maar kreeg weinig aandacht van collegae. Na haar studie werkte ze een aantal jaren bij de Staatsbibliothek in Berlijn.

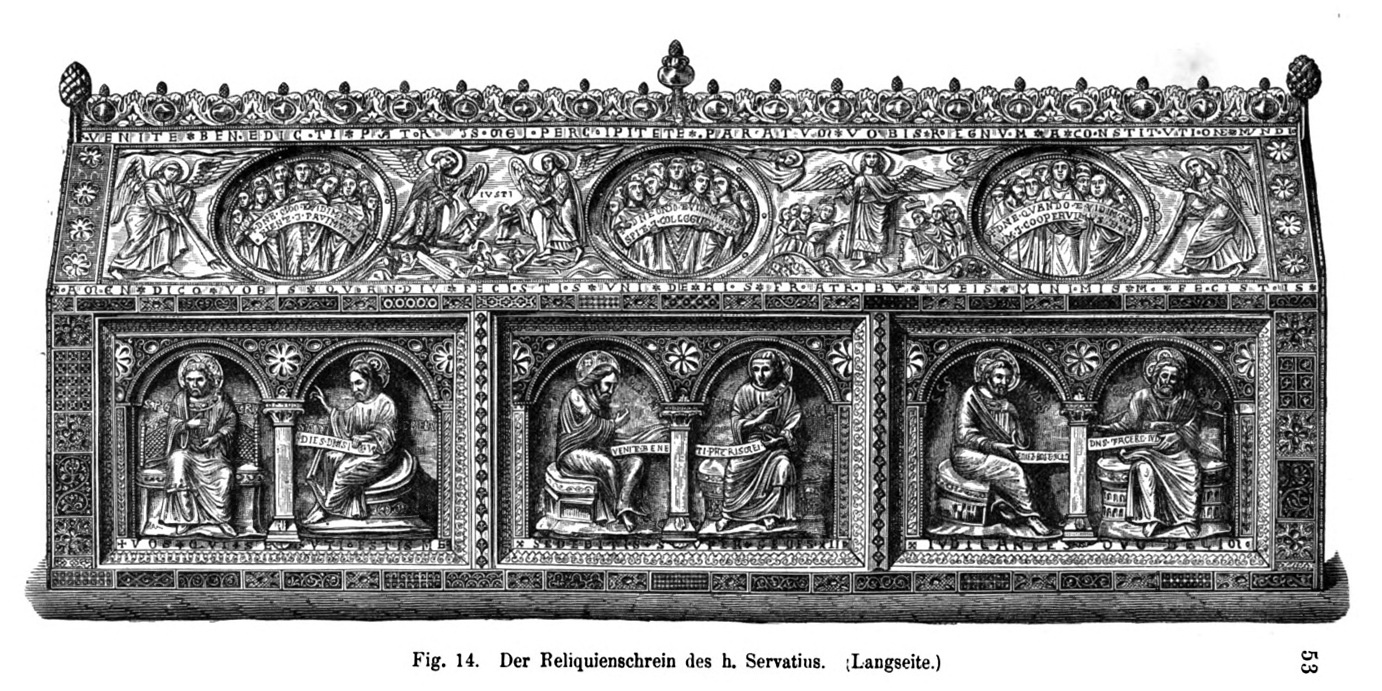
De Noodkist van Sint-Servaas. Houtsnede in Bock & Willemsens publicatie over de Maastrichtse kerkschatten (1872)

Vanaf 1971 was ze als wetenschappelijk hoofdonderzoeker verbonden aan het Zentralinstitut für Kunstgeschichte (ZfK) in München. Daarnaast was ze redactielid van de Kunstchronik van het instituut. Gedurende de twee decennia dat zij in München werkzaam was, leidde ze diverse onderzoeksprojecten, waarvan het meest omvangrijke, reeds in 1970 voorgenomen project, in 1985 resulteerde in een monografie over de Noodkist in de Sint-Servaaskerk te Maastricht, alsmede de vier oorspronkelijk daarbij behorende pendanten in het Museum Kunst & Geschiedenis (voorheen: KMKG/Jubelparkmuseum) in Brussel. Het boek op groot formaat telt 450 pagina's tekst plus separaat katern met 165 afbeeldingen. Der Schrein des heiligen Servatius in Maastricht und die vier zugehörigen Reliquiare in Brüssel getuigt van een grote eruditie en plaatst het ontstaan en het functioneren van de Noodkist in de context van de kapittelgeschiedenis, de plaatselijke liturgie en de devotionele gebruiken.
Kroos publiceerde meerdere monografieën (zie Bibliografie) en tal van wetenschappelijke artikelen, met name over middeleeuwse kerken, kloosters en kunstvoorwerpen. In haar studies over de domkerken van Bamberg, Keulen, Maagdenburg en Regensburg, borduurde ze voort op de richting die ze met haar Noodkist-studie was ingeslagen: de gebruiksgeschiedenis (van het gebouw) kreeg bij haar dezelfde aandacht als de kunsthistorische analyse. Ter uitbreiding van haar kunsthistorische achtergrond verdiepte ze zich in de handschriftkunde. Na haar terugtreden in 1991 bleef ze privé actief als wetenschappelijk onderzoeker en schrijver.

## Eerbewijzen
- 24 januari 2001: de Frankfurter Allgemeine Zeitung wijdde ter ere van Kroos' zeventigste verjaardag een artikel aan haar verdiensten en noemde haar onder andere de "ungekrönte Königin unter den Mediävisten".[2]
- 5 & 6 maart 2001: tweedaags colloquium ter ere van Renate Kroos, ZfK, München. Sprekers waren o.a. Willibald Sauerländer, Matthias Exner, Karl-August Wirth, Ingrid Gardill, Hiltrud Westermann-Angerhausen, Lieselotte E. Saurma-Jeltsch, Gude Suckale, Sibylle Appuhn-Radtke, Achim Hubel, Friedrich Kobler, Clemens Kosch, Katharina Krause, Johannes Tripps, Arwed Arnulf en Dorothea & Peter Diemer.[4]
- 2002: eredoctoraat van de theologische faculteit van de Humboldtuniversiteit te Berlijn, vanwege haar "excellente onderzoekswerk, dat zich buiten haar eigen vakgebied van de kunstgeschiedenis uitstrekt tot de kerkgeschiedenis".[5]
- 26-27 april 2019: tweedaags colloquium ter nagedachtenis aan Renate Kroos, HTWK, Leipzig.